# يانغ هاو (لاعب كرة قدم)
يانغ هاو (بالصينية: 杨昊) هو لاعب كرة قدم صيني، ولد في 19 أغسطس 1983 في بكين في الصين. شارك مع منتخب الصين لكرة القدم. أما مع النوادي، فقد لعب مع جيانغسو سونينغ وغوانغجو إفرغراند تاوباو ونادي بكين سينوبو غوان ونادي غويزهو رينهي.

## وصلات خارجية
- يانغ هاو (لاعب كرة قدم) على موقع قاعدة بيانات كرة القدم.إي يو (الإنجليزية)
- يانغ هاو (لاعب كرة قدم) على موقع ناشيونال فوتبول تيمز (الإنجليزية)
- يانغ هاو (لاعب كرة قدم) على موقع Soccerway.com (الإنجليزية)